# Albiorix retrodentatus
Albiorix retrodentatus es una especie de arácnido del orden Pseudoscorpionida de la familia Ideoroncidae.

## Distribución geográfica
Se encuentra en Nuevo México y Texas en (Estados Unidos).